# Пеце (Салерно)
Пеце је насеље у Италији у округу Салерно, региону Кампанија.
Према процени из 2011. у насељу је живело 118 становника. Насеље се налази на надморској висини од 181 м.